# Mário Augusto do Quinteiro Vilela
Mário Augusto do Quinteiro Vilela (Vilarinho de Samardã (Vila Real, 2 de Janeiro de 1934) é um ex-padre da diocese de Vila Real que depois se dedicou à Linguística.

## Biografia
Licenciado em Filologia Românica pela Faculdade de Letras da Universidade de Coimbra (1969), exerceu depois a docência na Faculdade de Letras da Universidade do Porto (1970 ss.), sendo Professor Catedrático desde 1985. Nesta Faculdade, coordenou o Mestrado de Linguística Portuguesa Descritiva desde 1987.
Jubilado em Janeiro de 2004, proferiu a última lição na FLUP em 21 de Maio deste mesmo ano.
É Professor Visitante em universidades alemãs, brasileiras e espanholas.
Tem licenciatura em Filologia Românica (1963-1969) pela Faculdade de Letras da Universidade de Coimbra e Doutoramento na Universität Tübingen (Alemanha) (1975-1978), com a dissertação "Lexikaliche Semantic – Wortfeltheorie. Theorie und Anwendung auf dem Portuguiesiechen" (= Léxico da simpatia).
As Provas de Agregação foram apresentadas na Universidade do Porto em 1983.
Foi diretor e coordenador do Centro de Linguística da Universidade do Porto, sendo conselheiro científico de várias revistas e membro de diversas associações científicas internacionais, nomeadamente a Societé de Linguistique et Philologie Romane, a Associação Portuguesa de Linguística e a Associação Portuguesa de Tradutores.

## Obra Publicada
- Estruturas Léxicas de Português (Coimbra: Almedina, 1979)
- Problemas da Lexicologia e Lexicografia (Porto: Liv. Civilização, 1979)
- La Formation des Mots (Porto/Brasília: Assoc. Estud. Fac. Letras da U.P., 1980)
- O Léxico da Simpatia : Estudos sobre o Campo Lexical da Determinação Substantiva de Simpatia Humana e Social, 1850-1900, e o Respectivo Contexto Cultural. Tese de Doutoramento (Porto: Instituto Nacional de Investigação Científica, 1980)
- A "Ilustração" na Teoria da Linguagem do Cardeal Saraiva (Lisboa: Centro de Linguística da Universidade, 1982)
- A Norma "Puritista" no Século XVIII, com Base num Exemplo (Porto: Of. Gráf. Livr. Reunidos, 1982)
- A Antonímia como Relação Semântica Lexical (Coimbra: Imp. de Coimbra, 1983)
- Definição nos Dicionários de Português (Porto: Asa, 1983)
- Gramática de Valências (Winfried Busse, Mário Vilela, Coimbra: Almedina, 1986)
- Contribuição para o Estudo das Solidariedades Lexicais (Lisboa: Centro de Linguística da Universidade, 1984)
- O Dicionário do Século XX em Comparação com os Dicionários até agora Existentes (Lisboa: Inst. de Cultura e Língua Portuguesa, 1987)
- Dicionário do Português Básico (Coordenador: Mário Vilela; Co-autores: Isabel Margarida Duarte, Manuel Maria, Olinda Santana e Olívia Figueiredo; Porto: Asa, 1990)
- Gramática de Valências: Teoria e Aplicação (Coimbra: Almedina, 1992)
- Tradução e Análise Contrastiva : Teoria e Aplicação (Lisboa: Caminho 1994)
- Estudos de Lexicologia do Português (Coimbra : Almedina, 1994)
- Ensino da Língua Portuguesa: Léxico, Dicionário, Gramática (Coimbra: Liv. Almedina, 1995)
- Gramática da Língua Portuguesa: Gramática da Palavra, Gramática da Frase, Gramática do Texto-Discurso (Mário Vilela; Ingedore Grunfeld Villaça Koch, co-autor; Lisboa: Almedina, 2001)
- Metáforas do Nosso Tempo (Coimbra: Almedina, 2002)

## Fonte
- «PORBASE – Base Nacional de Dados Bibliográficos (O Catálogo Colectivo em Linha das Bibliotecas Portuguesas)»